# Дейвид Тюлис
Дейвид Тюлис (на английски: David Thewlis) е британски актьор.
Той посещава музикално-театралното училище Guildhall School of Music and Drama в Лондон заедно с Юън Макгрегър и Невин Андрюс.
Играе в многобройни второстепенни роли и през 1993 в кинофилма „Nackt“ участва с първата си главна роля. Участва в 4 филма от поредицата за Хари Потър в ролята на Ремус Лупин.

## Филмография
- The Singing Detective (1986)
- The Short and Curlies (1987) A short film by Mike Leigh.
- A Bit of a Do (1988)
- Little Dorrit (1988)
- Resurrected (1988) The first film directed by Paul Greengrass and co-starring Michael J Pollitt
- Oranges Are Not the Only Fruit (1990) (TV)
- Life Is Sweet (1990)
- Голи (Naked, 1993) като Джони
- Prime Suspect 3 (1993) (TV)
- Dandelion Dead (1994) (TV)
- Black Beauty (1994)
- Total Eclipse (1995)
- Restoration (1995)
- James and the Giant Peach (1996) (глас)
- Сърцето на дракона (1996) като крал Ейнон
- The Island of Dr Moreau (1996)
- Седем години в Тибет (1997) като Петер Ауфшнайтер
- The Big Lebowski (1998)
- Divorcing Jack (1998)
- Besieged (1998)
- Whatever Happened to Harold Smith? (1999)
- The Miracle Maker (2000) (TV) (глас)
- Gangster No. 1 (2000)
- Dinotopia (2002) (TV) Scifi Channel
- Cheeky (2003)
- Timeline (2003)
- Хари Потър и Затворникът от Азкабан (2004) като Ремус Лупин
- Небесно царство (2005) като рицар хоспиталиер
- All the Invisible Children (2005)
- The New World (2005)
- Първичен инстинкт 2 (2006) като Рой Уошбърн
- Поличбата 666 (2006) като Кийт Дженингс
- Хари Потър и Орденът на феникса (2007) като Ремус Лупин
- The Inner Life of Martin Frost (2007)
- The Boy in the Striped Pyjamas (2008)
- Вероника решава да умре (2009) като д-р Блейк
- Хари Потър и Нечистокръвния принц (2009) като Ремус Лупин
- Mr. Nice (2009)
- Хари Потър и Даровете на Смъртта: Първа част (2010) като Ремус Лупин
- Хари Потър и Даровете на Смъртта: Втора част (2011) като Ремус Лупин
- Боен кон (2011) като Лайънс
- Легенда (2015) като Лесли Пейн